# تورو تاكاهاشي
تورو تاكاهاشي (باليابانية: 高橋徹؛ بالكانا: たかはし とおる) هو شخصية أعمال وعالم حاسوب ياباني، ولد في 1941 في توتشيغي في اليابان.